# Фабунмі Олавале Олайтанович
Фабу́нмі Олава́ле Олайта́нович (нар. 18 січня 1992, Київ, Україна) — український футболіст, півзахисник аматорської команди «Олімпія» (Савинці).

## Біографія
Народився в Києві. Його мати українка, батько з Нігерії. Вихованець клубу «Арсенал» (Київ).
У складі черкаського «Славутича» 7 травня 2014 року грав у півфіналі Кубку України проти донецького «Шахтаря».

## Статистика виступів
Станом на 1 січня 2018 року
| Сезон                        | Команда                      | Турнір     | Матчі | Голи |
| ---------------------------- | ---------------------------- | ---------- | ----- | ---- |
| 2009–2010                    | Арсенал (Київ)               | дубль      | 17    | 0    |
| 2010–2011                    | Арсенал (Київ)               | дубль      | 24    | 3    |
| 2011–2012                    | Арсенал (Київ)               | дубль      | 23    | 0    |
| 2012–2013                    | Славутич (Черкаси)           | друга ліга | 20    | 2    |
| 2012–2013                    | Славутич (Черкаси)           | кубок      | 1     | 0    |
| 2012–2013                    | Арсенал (Київ)               | дубль      | 8     | 0    |
| 2013–2014                    | Арсенал (Київ)               | дубль      | 5     | 1    |
| 2013–2014                    | Славутич (Черкаси)           | друга ліга | 8     | 0    |
| 2013–2014                    | Славутич (Черкаси)           | кубок      | 2     | 0    |
| 2014–2015                    | Славутич (Черкаси)           | друга ліга | 5     | 0    |
| 2014–2015                    | Славутич (Черкаси)           | кубок      | 2     | 0    |
| Всього на професійному рівні | Всього на професійному рівні | друга ліга | 33    | 2    |
| Всього на професійному рівні | Всього на професійному рівні | кубок      | 5     | 0    |

## Досягнення
- Півфіналіст Кубку України 2013/14